# Xian de Hengshan (Shaanxi)
Pour les articles homonymes, voir Hengshan.
Le xian de Hengshan (横山县 ; pinyin : Héngshān Xiàn) est un district administratif de la province du Shaanxi en Chine. Il est placé sous la juridiction de la ville-préfecture de Yulin.

## Démographie
La population du district était de 310 346 habitants en 1999.